# Architecture cubaine

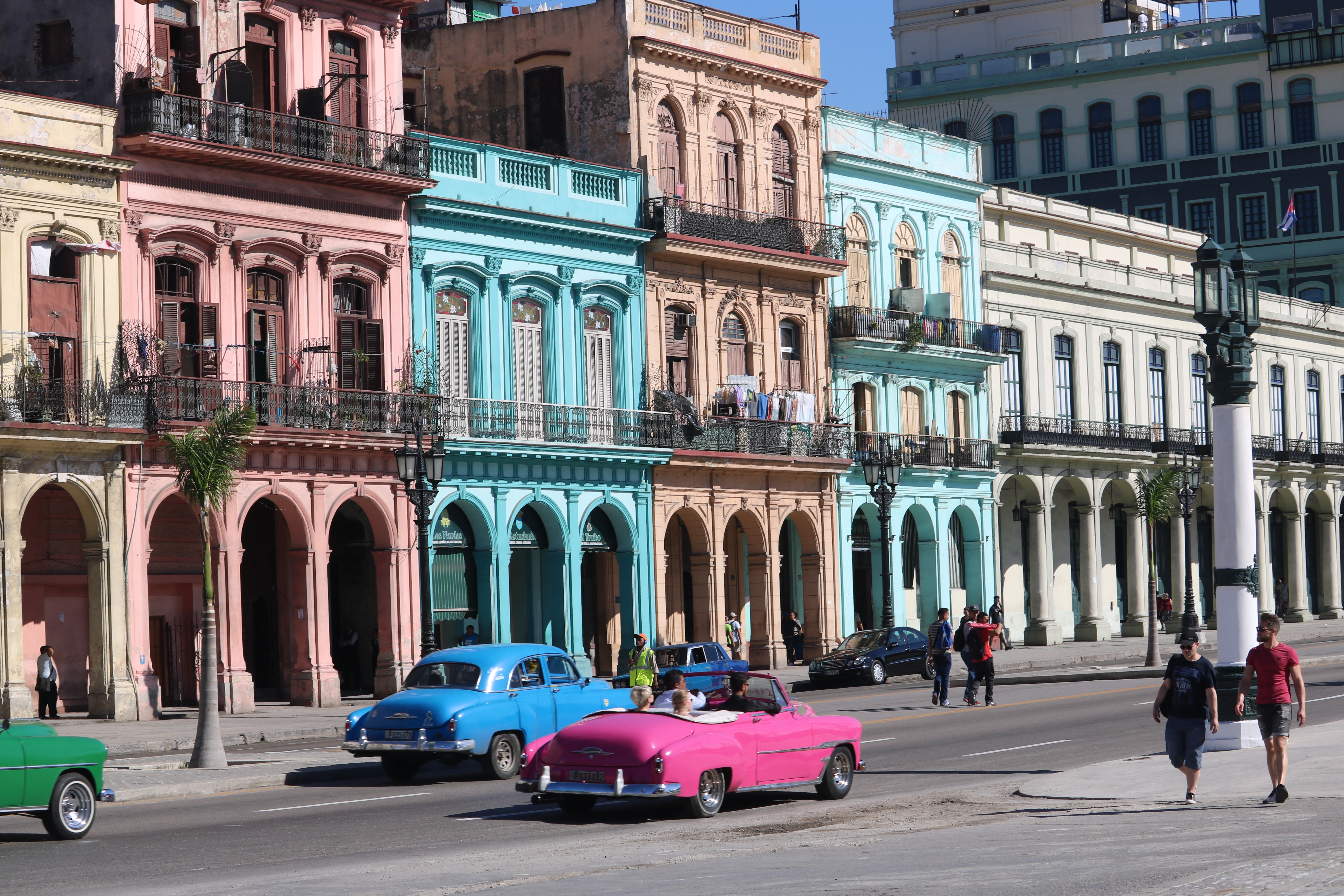
Architecture de rue colorée et éclectique à La Havane, la capitale de Cuba.

L’architecture cubaine fait référence aux bâtiments, aux structures et à l'histoire architecturale de la nation insulaire cubaine, des Caraïbes. Le mélange unique d'influences culturelles et artistiques, au cours de l'histoire, a fait de Cuba un pays réputé pour son architecture éclectique et diversifiée, qui peut être définie comme une fusion unique de nombreux styles architecturaux, bien étudiés, du monde entier.
Après avoir été contournée par le navigateur espagnol Sebastián de Ocampo, en 1508, Cuba est colonisée par les Espagnols, en 1511. Dirigée par l'Espagne, pendant plus de 400 ans, l'architecture cubaine, est donc le reflet de cette période coloniale. Divers événements historiques de cette époque, tels que la libéralisation du commerce, due aux grandes réformes commerciales de 1778 et 1791 ainsi que l'augmentation de l'immigration, ont contribué à renforcer les influences structurelles et artistiques. Cela inclut la fusion parfaite des styles architecturaux néoclassique et baroque dans le design cubain.
Après la période coloniale, Cuba continue à voir diverses activités architecturales, au cours du XXe siècle. Ceci est principalement dû à l'augmentation du financement des projets architecturaux, en raison de la prospérité nationale, due aux exportations élevées de sucre, pendant la Première Guerre mondiale. La période Art déco est également un point de référence notable pour l'architecture cubaine, avant le début du siècle.
À l'époque moderne, l'architecture cubaine est continuellement saluée par les historiens et les touristes. Les questions contemporaines telles que la privatisation et la façon dont l'architecture, elle-même, est considérée comme une profession en Amérique latine, sont deux sujets pertinents lorsqu'on envisage l'avenir de l'architecture cubaine.

## Histoire ancienne

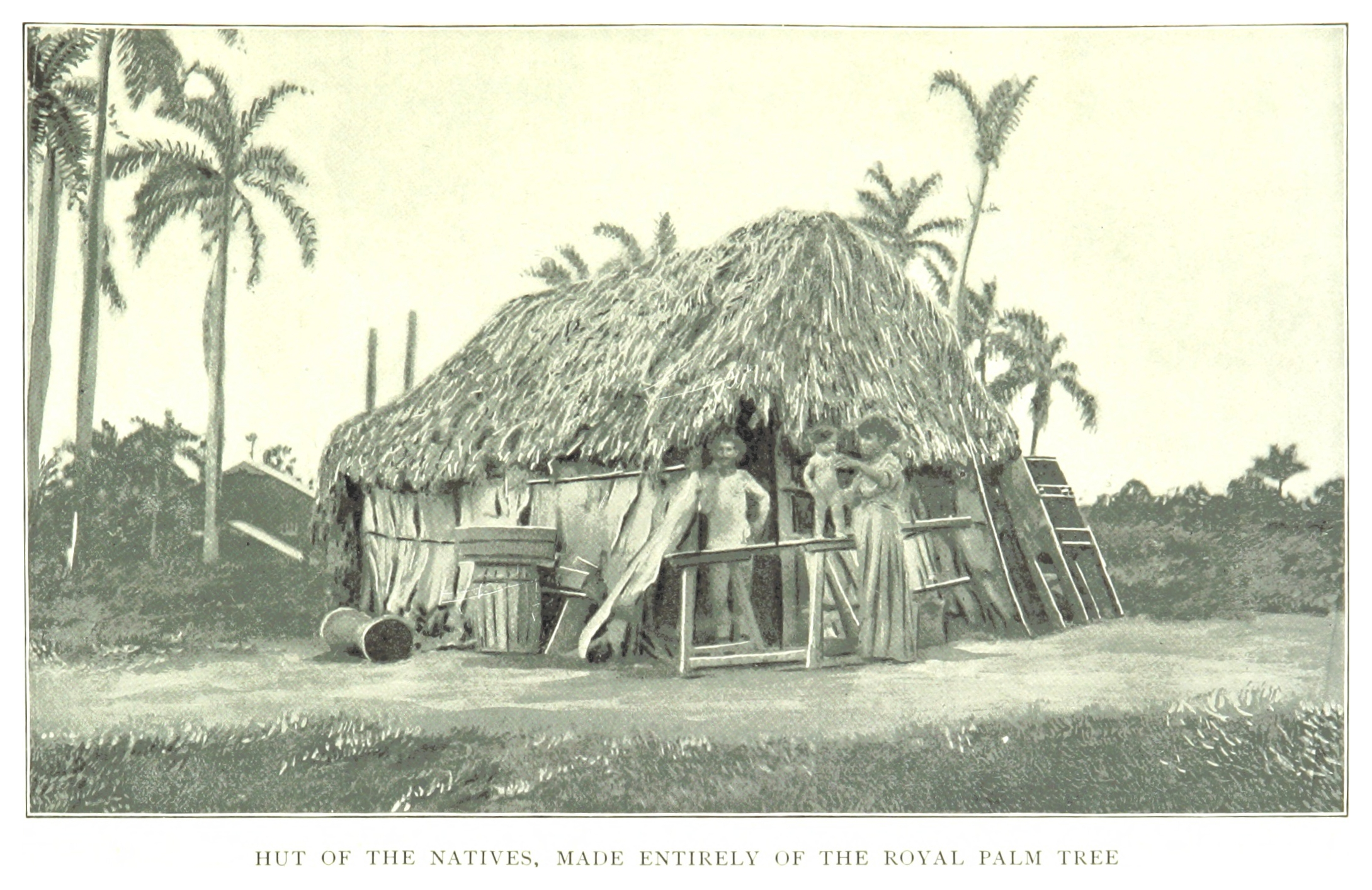
Une cabane en palmier, fabriquée par les Amérindiens de Cuba, illustrant les débuts de l'architecture cubaine.

Avant le débarquement à Cuba, de Christophe Colomb, en 1492, l'île est habitée par les Amérindiens Ciboneys et les Arawaks, qui avaient migré à travers les Caraïbes. Ainsi, l'architecture primitive de Cuba est rudimentaire et basée sur la culture et le mode de vie de ces groupes de chasseurs-cueilleurs. Au cours de cette migration indigène, les groupes n'étaient pas hiérarchisés et axés sur l'agriculture. Ils vivaient dans trois principaux types de logements de fortune. Il s'agissait des abris Caney, Barbacoa (des habitats sur pilotis) et des huttes Bohío, tous construits à partir de palmiers et de feuilles.
La première installation officielle, à Cuba, n'a lieu qu'en 1511, sous la direction du gouverneur Don Diego Velazquez, et, de ce fait, il existe peu de vestiges architecturaux, à Cuba, datant d'avant la période coloniale. De plus, l'utilisation des feuilles de palmier, comme matériau principal, signifie que les poursuites architecturales rudimentaires ont rapidement été remplacées par des constructions plus permanentes, menées par les colons espagnols.

## Période coloniale (1511-1898)
L'architecture coloniale, à Cuba, fait référence aux bâtiments et structures qui ont été créés pendant la colonisation espagnole. Comme Cuba a été peu touchée par les destructions de la Première et de la Seconde Guerre mondiale, ces structures sont restées relativement intactes. Les principales tendances de cette époque comprennent les structures militaires et les fortifications, ainsi que le néoclassicisme, influencé par les tendances européennes.
La préservation des principales structures coloniales a également été facilitée par la nomination de La Habana Vieja, en français : La vieille Havane, comme site du patrimoine mondial de l'UNESCO, en 1982. La vieille Havane fait référence à la côte sud-ouest de Cuba, où La Havane est fondée au XVIe siècle par Pánfilo de Narváez, un conquistador espagnol. Selon l'UNESCO, La vieille Havane est « le centre ville historique le plus impressionnant des Caraïbes et l'un des plus remarquables de tout le continent américain ». La vieille Havane est donc une région qui regorge d'architecture historique de cette période, comprenant à la fois des fortifications militaires et des ouvrages coloniaux espagnols.

### Architecture militaire

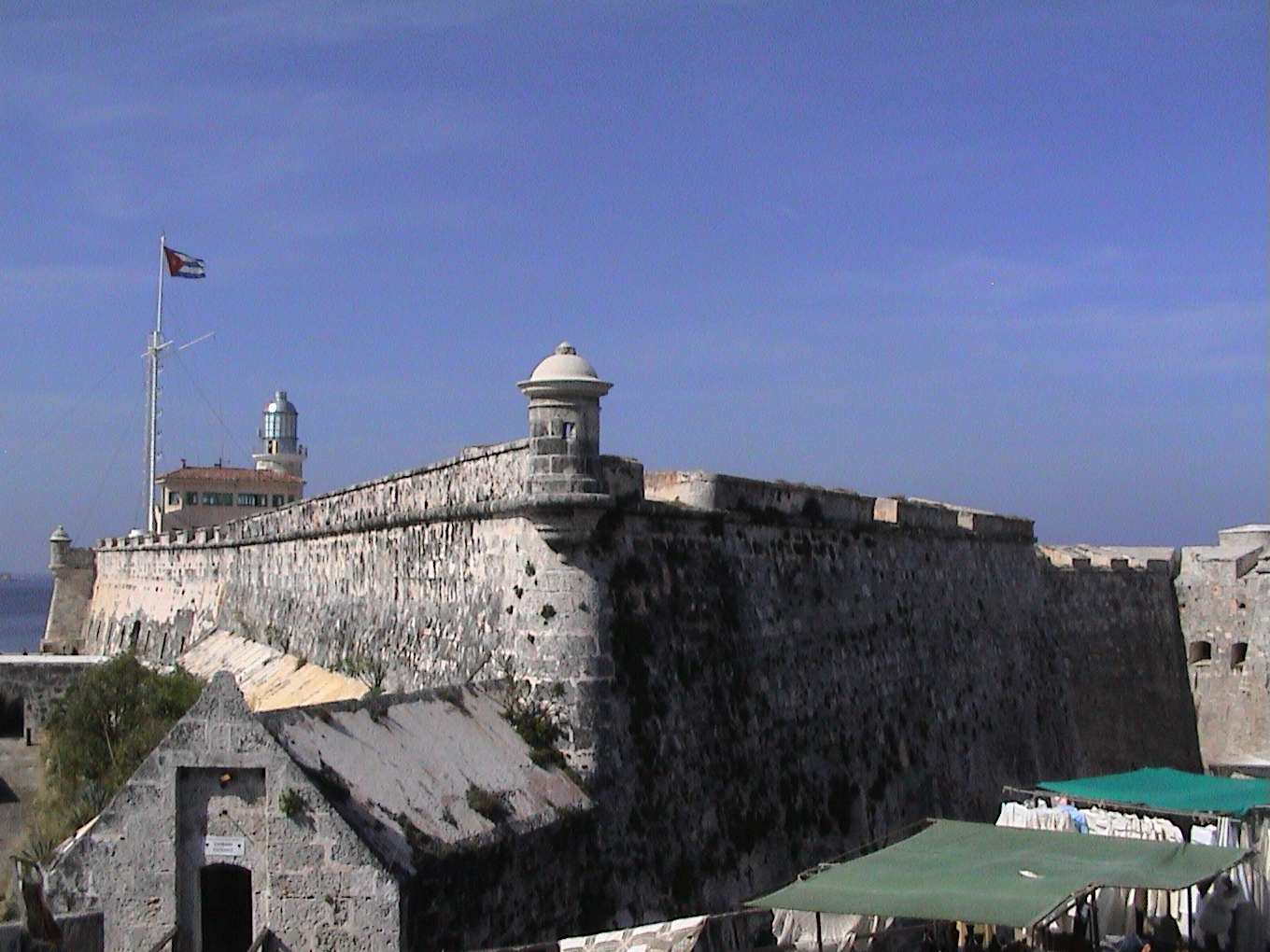
Le fort El Morro, un exemple typique de l'architecture militaire de la colonisation (construit entre 1589 et 1630).

La période coloniale est caractérisée par la volatilité, ce qui signifie que l'architecture militaire de cette période est remarquable. L'architecture militaire peut être définie par les structures complexes et les fortifications conçues pour protéger une région lors d'attaques non désirées. L'ingénieur italien Battista Antonelli est le premier à introduire, à Cuba, ce style de structures militaires de la Renaissance, qu'il a conçu et construit, juste avant le début du XVIIe siècle. Antonelli a notamment travaillé au fort El Morro et à la forteresse San Salvador de la Punta, tous deux situés à La Havane. Ces deux édifices ont également été reconnues par l'UNESCO, comme des fortifications classées, au patrimoine mondial, en 1982.
La forteresse de la Cabaña, à La Havane, est un autre exemple important d'architecture militaire, inspiré par des éléments de conception française et donc le reflet de l'alliance franco-espagnole qui a eu un impact sur la Cuba coloniale. Cette fortification, dont la construction a duré plus de 10 ans et qui couvre 10 hectares de terrain, est la plus grande structure militaire espagnole en Amérique du Nord et du Sud.

### Architecture baroque

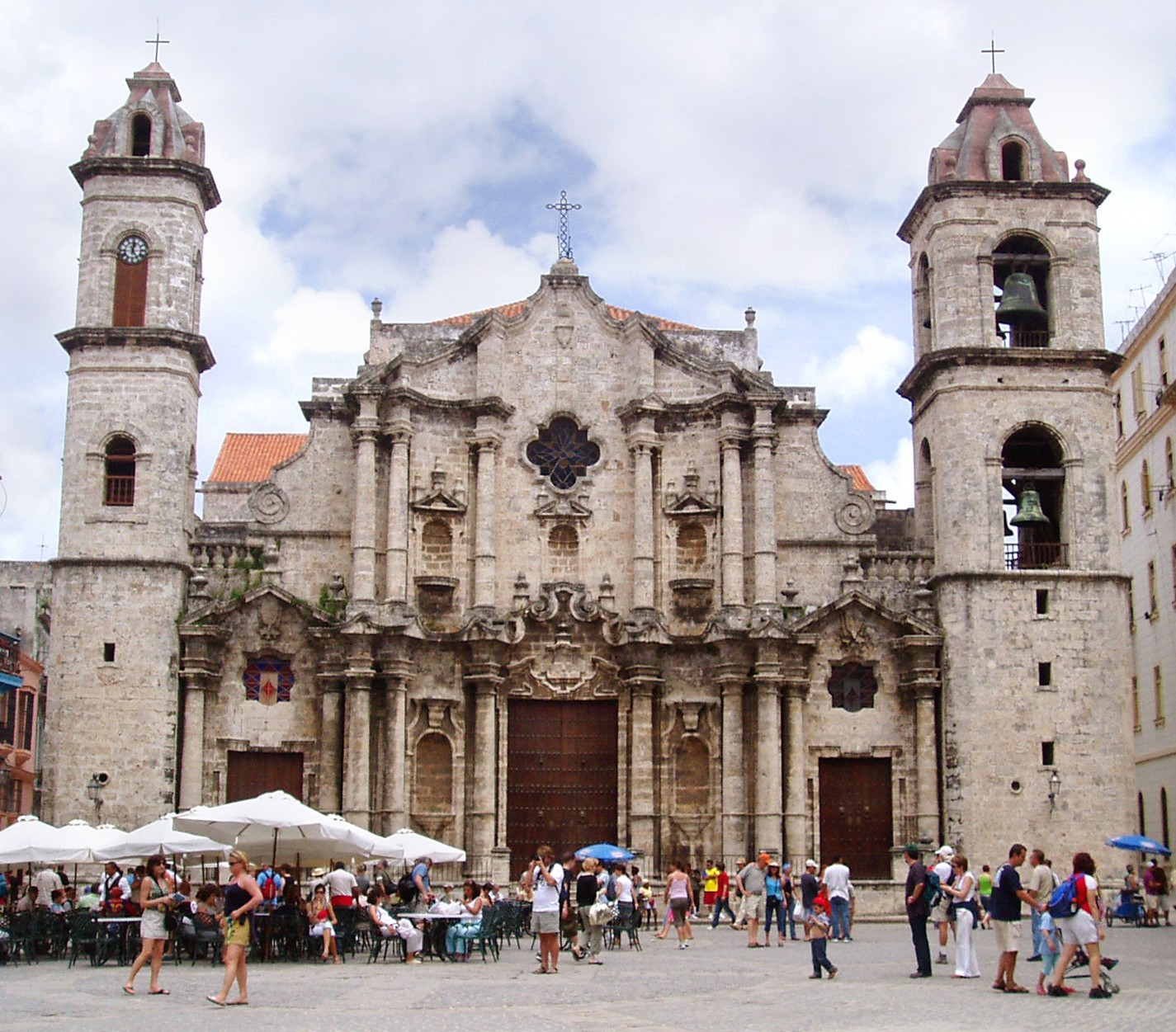
La cathédrale de La Havane, construite de 1748 à 1777, avec des éléments de conception baroque, dont deux tours et une façade théâtrale.

L’architecture baroque commence à influencer les projets cubains, au milieu des années 1700, environ 50 ans après son introduction initiale en tant que style architectural, en Italie. Alors que le baroque traditionnel est défini par la grandeur, les embellissements complexes et les palais royaux, le style cubain est adapté pour inclure des caractéristiques « tropicales » reconnaissables,. Les projets baroques, à Cuba, sont également considérés comme une version simplifiée du baroque européen, en raison du manque d'artisans qualifiés dans le pays. Contrairement à l'Europe, les esclaves africains étaient chargés de la construction de la majorité des projets architecturaux à Cuba, au cours des XVIIe  et  XVIIIe siècles.
Ce style modifié, de l'architecture baroque à Cuba, connu sous le nom de baroque espagnol (en), comprend un ensemble de traits caractéristiques.
Par exemple, les rejas sont des barres métalliques, sur les fenêtres qui permettent une meilleure circulation de l'air, ce qui est évidemment une exigence géographique unique pour le paysage cubain. De même, des passerelles abritées ont été ajoutées aux extérieurs traditionnels du grand baroque, appelés portales, afin d'assurer une protection contre le soleil et la pluie du pays.
L'une des plus importantes conceptions baroques de Cuba est la cathédrale de La Havane, construite de 1748 à 1777. Elle est influencée par Francesco Borromini, qui est l'un des architectes les plus célèbres de l'époque baroque romaine.

### Néo-classicisme

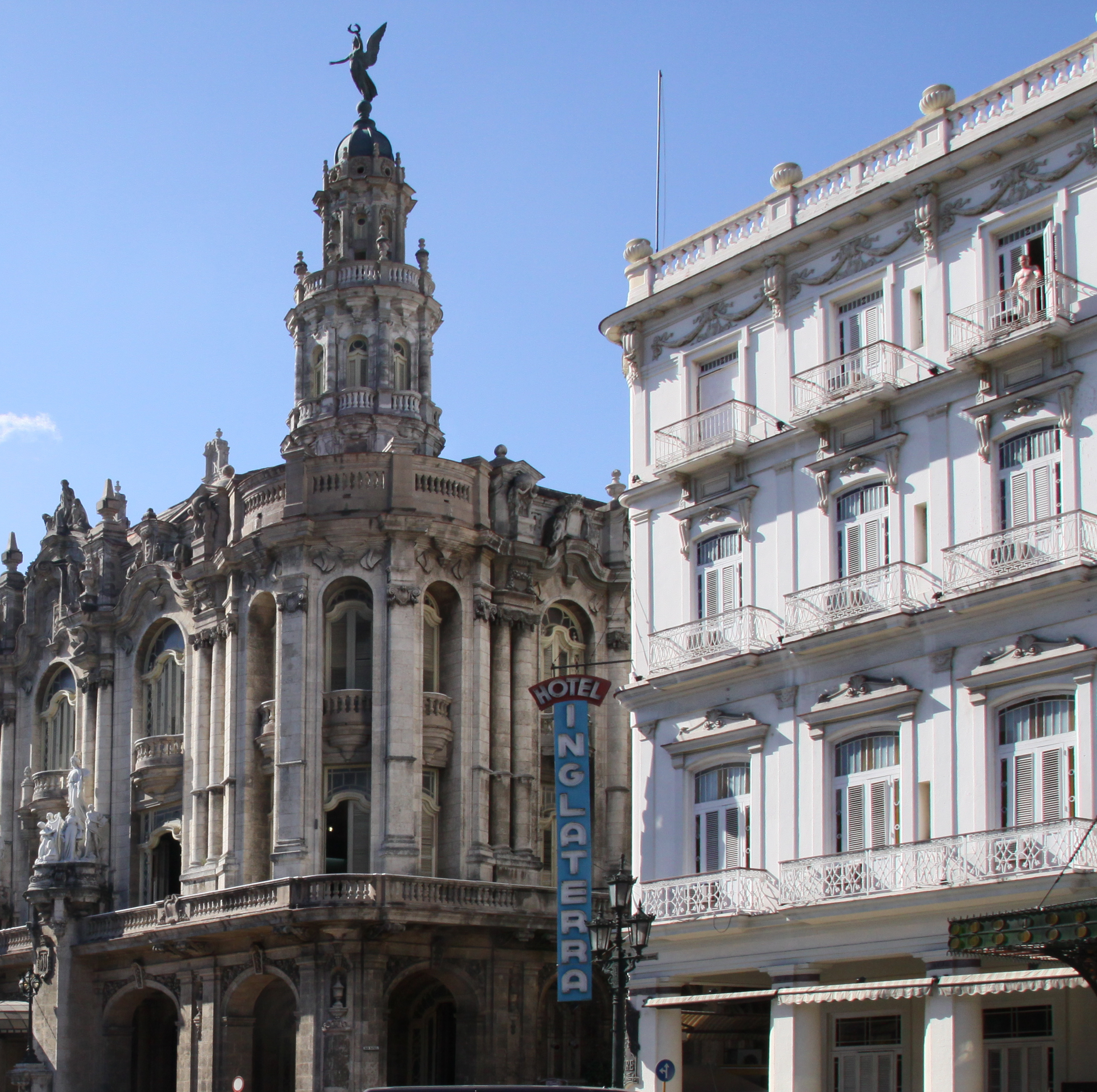
L'hôtel Inglaterra, à La Havane, symétrique et proportionnel, selon les tendances néo-classiques.

En raison de l'augmentation du nombre d'immigrants français, à Cuba, au XIXe siècle, l'architecture cubaine est également fortement influencée par le néo-classicisme, qui reflète les projets architecturaux réalisés en France. La ville de Cienfuegos, située sur la côte sud, est fortement touchée par ces tendances et est considérée comme l'une des villes les plus néo-classiques de Cuba. La ville est fondée par des immigrants français, en 1819, et présente des styles néo-classiques tels que des façades élégantes et des couleurs pastel.
À La Havane, la capitale, les bâtiments néo-classiques les plus remarquables sont El Templete et l'hôtel Inglaterra (en). Les bâtiments du Vedado (en), un quartier de La Havane, créé en 1859, reflètent également la popularité du néo-classicisme à Cuba à cette époque. Ceci est démontré par les « proportions équilibrées » de toutes les structures du quartier, qui sont une caractéristique reconnaissable du design néo-classique. Des caractéristiques architecturales néo-classiques telles que la symétrie ont également commencé à apparaître, vers le milieu du XIXe siècle, dans d'autres villes cubaines, telles que Trinidad et Camagüey.
Le néo-classicisme est également devenu populaire dans l'aménagement urbain et les projets résidentiels, au cours de cette période. De nombreuses maisons de la Vieille Havane et des environs suivent les principes de conception cubaine traditionnelle, mais sont complétées par de subtiles ferronneries et colonnes néo-classiques. À la fin du XIXe siècle, les maisons des quartiers de Cerro et El Vedado (en) sont fortement influencées par le design néo-classique, avec des structures modernes et des jardins spacieux.

## XXesiècle

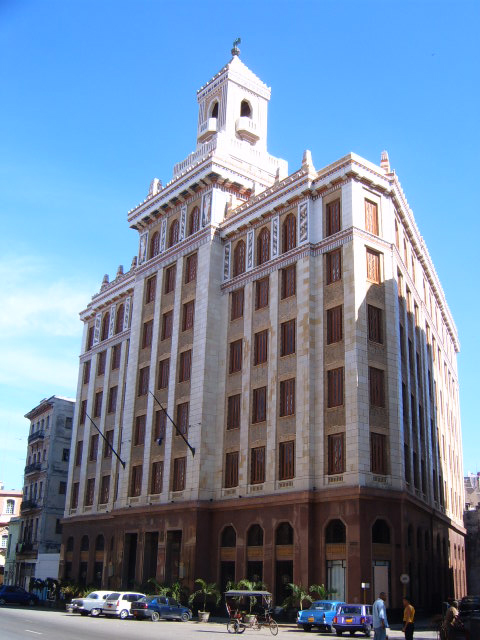
L'accent géométrique de l'architecture Art déco est visible à travers le bâtiment Bacardi à La Havane.

L'architecture de Cuba, au cours du XXe siècle est influencée par des architectes de passage, du monde entier, et se caractérise donc par des tendances artistiques internationales, telles que les styles Art nouveau et Art déco.
Les changements politiques et sociaux ont également entraîné une augmentation des travaux publics, et l'architecture civile de cette période est donc remarquable. Cuba a également connu un boom de la construction après la révolution en raison d'un afflux de richesses, avec des choix architecturaux qui reflètent les valeurs de la société cubaine de l'époque.

### Art Nouveau et Art Déco
Afin de suivre l'évolution rapide des styles culturels à l'étranger, Cuba a rapidement suivi la tendance de l'architecture Art nouveau et Art déco, au début du XXe siècle. L'Art nouveau est un style d'architecture ornementale qui est devenu immensément populaire en Europe au tournant du siècle. Ce style est introduit pour la première fois à Cuba à la suite de l'Exposition universelle de 1900 de Paris.
L'inspiration Art déco ne tarde pas à suivre, devenant un choix stylistique pour les projets publics et résidentiels des architectes privés à Cuba, en particulier dans les années 1930. Un exemple clé, de cette évolution, est le bâtiment Bacardi (en), situé à La Havane, qui est célébré comme un bâtiment emblématique qui s'inspire de la période Art déco. Résultat d'un concours d'architecture, le bâtiment se caractérise par sa façade en marbre et en granit rouge. Le bâtiment Bacardi a également été le tout premier gratte-ciel à être construit dans la ville de La Havane.

### Architecture civile

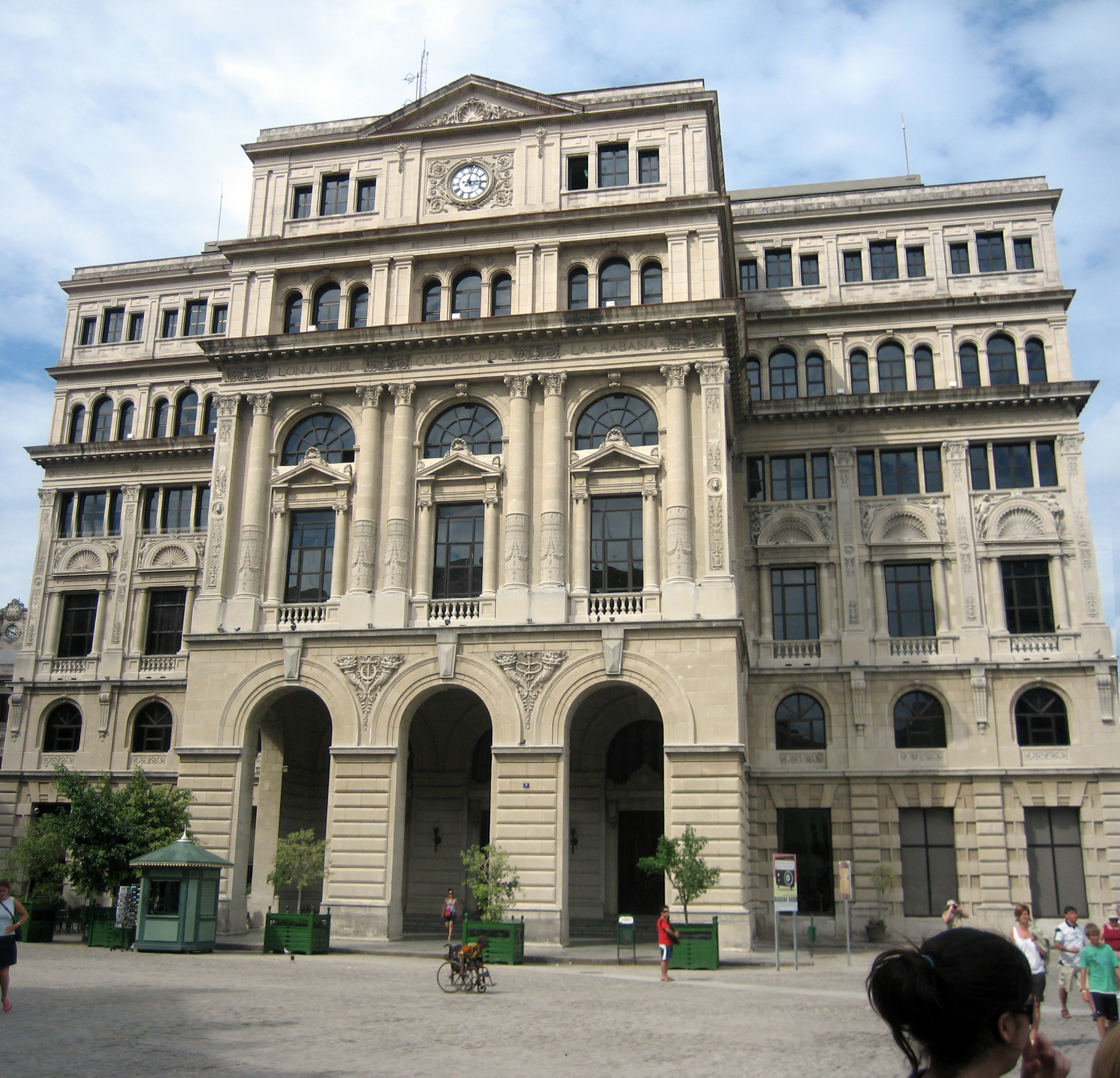
Bâtiment de la Lonja del Comercio, à La Havane, intentionnellement conçu pour un usage civil en tant que banque et bourse des valeurs.

Après avoir obtenu son indépendance, en 1902, Cuba connaît un immense boom de la construction, avec un accent particulier sur les travaux de génie civil. Cette évolution est largement due à une augmentation de la population, le nombre de résidents dans la capitale de La Havane ayant doublé entre 1900 et 1930, principalement en raison de nouvelles lois qui facilitent l'augmentation des taux d'immigration.
Le bâtiment de la Lonja del Comercio (en) est construit en 1908 par les architectes Tomás Our et José Mata pour servir de banque de dépôt et de bourse des valeurs. Sa conception, avec une façade inspirée de la haute Renaissance, reflète les nouvelles préférences architecturales du début du XXe siècle.
De même, le milieu du XXe siècle est également caractérisé par un boom du tourisme, qui favorise le développement de l'architecture hôtelière. Parmi les principaux exemples, citons l'hôtel Habana Riviera, construit en 1957 et l'hôtel Tryp Habana Libre, construit sous le nom Habana Hilton, en 1958.

## L'après-révolution (1959-1999)
En raison de la réglementation gouvernementale stricte qui suit la révolution cubaine, la nécessité d'une planification extensive et de l'approbation du gouvernement ralentit considérablement le développement architectural. En outre, l'embargo des États-Unis contre Cuba, qui débute en octobre 1960, fait que les projets architecturaux rencontrent souvent des difficultés pour obtenir les ressources et les matériaux de construction, en particulier au cours de la première décennie qui a suit l'embargo.

## Les écoles nationales d'art

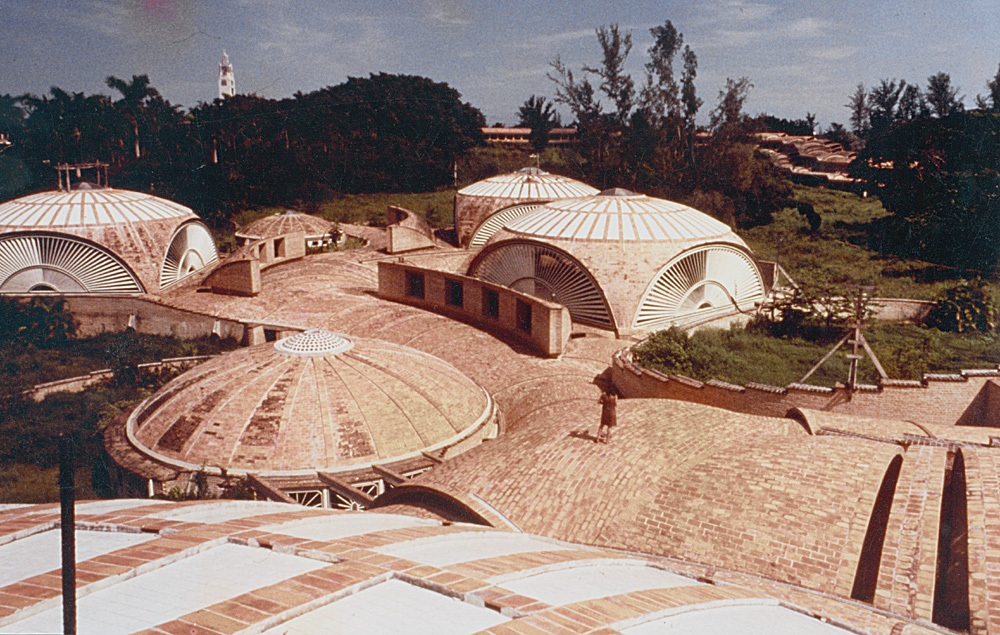
L'École de ballet, de Vittorio Garatti (1961-65), qui consiste en des théâtres de représentation en forme de dôme créés selon la technique de la voûte catalane.

L'un des plus grands projets architecturaux de cette période du début de l'après-révolution est celui des bâtiments des écoles nationales d'art de La Havane. Conçues par l'architecte cubain Ricardo Porro et les architectes italiens Roberto Gottardi et Vittorio Garatti, la pénurie de matériaux traditionnels, due à l'embargo commercial américain, conduit à la décision d'utiliser principalement des briques et des carreaux de terre cuite locaux. Le projet ambitieux des écoles d'art reflète véritablement l'optimisme socialiste et l'idéalisme utopique, présent à Cuba, après la révolution.
Composé de cinq bâtiments uniques pour chaque école d'art, le projet commence sa construction, le 13 mars 1961, visant à entrelacer organiquement les paysages naturels cubains avec des techniques architecturales uniques au monde. L'un des principaux objectifs est d'utiliser la structure de la voûte catalane, une technique de construction en briques superposées, inspirée de l'œuvre d'Antoni Gaudí, en Espagne,.
Cependant, la construction des écoles nationales d'art n'est jamais achevée. Les travaux sont interrompus, en 1965, pour diverses raisons, principalement en raison des nouvelles préférences nationales en faveur de l'architecture de style soviétique et des conséquences économiques néfastes de la crise des missiles de Cuba. Bien qu'elles soient inachevées, les écoles d'art ont depuis reçu une reconnaissance significative pour leur innovation et leur beauté, en tant que forme architecturale. Le Conseil national du patrimoine culturel a désigné les écoles comme monuments nationaux, en 2011.

## XXIesiècle

### Architecture contemporaine

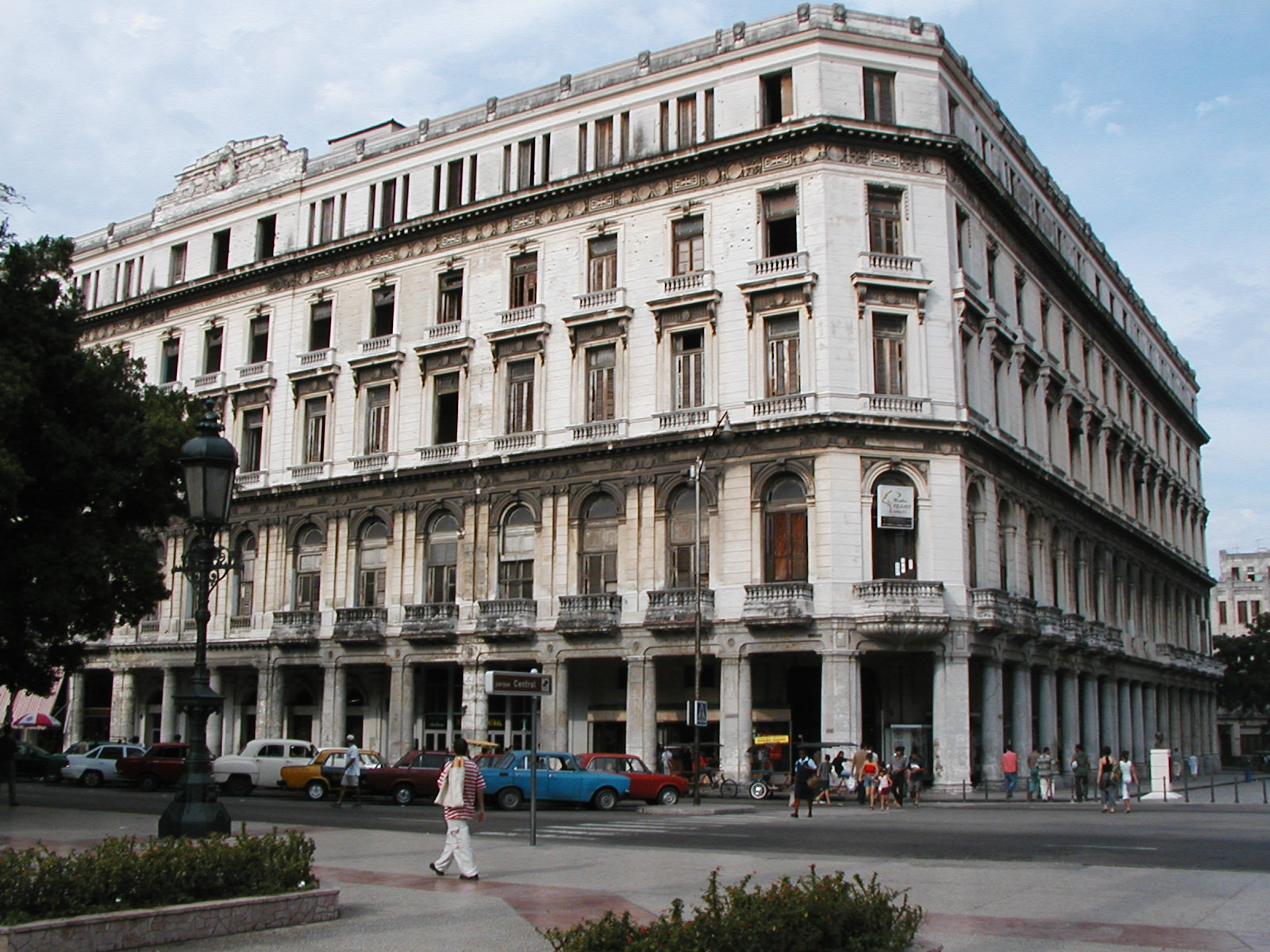
La Manzana de Gomez en 2003, première galerie marchande de style européen à Cuba, avant les rénovations et la conversion en Gran Hotel Manzana Kempinski La Habana, en 2012.

Alors que la riche histoire de l'architecture cubaine est célébrée, l'architecture contemporaine est moins bien couverte, à Cuba. Certains universitaires notent que l'architecture moderne ne joue pas un rôle important dans la culture cubaine et que l'architecture n'est pas nécessairement considérée, à l'époque contemporaine, comme une profession souhaitable
,.
La revue Arquitectura de Cuba est relancée dans les années 1960, mais la publication manque de financement. Il n'existe toujours pas d'autres sources médiatiques modernes, y compris dans la presse écrite et à la télévision, consacrées à l'architecture de Cuba, au niveau national. Selon les architectes et historiens cubains, la décision du gouvernement d'arrêter la construction des écoles nationales d'art a marqué la fin de « l'âge d'or » de l'architecture à Cuba.
Cependant, bien qu'elle ne joue pas un grand rôle dans le discours public, l'architecture contemporaine, à Cuba, existe toujours. Un projet récent est l'espace d'art Factoria Habana, conçu par Abiel San Miguel, en 2009. Le bâtiment est converti à partir d'un ancien bâtiment industriel et comporte des éléments caractéristiques de l'architecture moderne tels que de hauts plafonds, des sols en béton et un plan ouvert.
Les bâtiments hôteliers sont également de plus en plus réimaginés, d'autant plus que le gouvernement cubain s'ouvre aux apports du secteur privé. Le Gran Hotel Manzana, de La Havane, en est un bon exemple. Les rénovations commencent en 2012, réalisés par la société française Bouygues Bâtiment International, sur le bâtiment commercial d'origine, connu sous le nom de Manzana de Gómez. Conservant les caractéristiques Art déco d'origine, l'hôtel est maintenant redessiné pour inclure des éléments et des installations contemporaines, notamment une terrasse sur le toit et une piscine.
À travers ces bâtiments, il est évident que les structures architecturales contemporaines commencent à s'intégrer et à coexister avec les structures et bâtiments historiques cubains.

### Avenir
Il y a eu plusieurs débats notables sur l'orientation future de l'architecture à Cuba. De nombreux architectes contemporains affirment que les infrastructures civiles cubaines, notamment à La Havane, sont dépassées et ne répondent donc plus aux besoins des citoyens. Bien que de nombreux travaux de restauration architecturale aient été effectués et que la ville soit néanmoins célébrée par les touristes, La Habana Vieja compte encore de nombreux bâtiments qui sont dans un état de délabrement, mal entretenus ou abandonnés. Nombre de ces projets de restauration en cours sont dirigés par le Bureau de l'historien de La Havane.
Cependant, ces projets de restauration ne sont généralement qu'en faveur des bâtiments qui sont le moteur du tourisme. À plus grande échelle et en dehors des restaurations financées par le gouvernement, l'économie de Cuba reste faible. Le produit intérieur brut (PIB) par habitant n'est que de 12 300 dollars US, en 2016 ; il est particulièrement bas en raison de la crise pétrolière du Venezuela, un pays qui est un partenaire commercial crucial pour Cuba,. Par conséquent, en l'absence d'investissements étrangers, de coentreprises ou de restructuration de l'économie cubaine, la possibilité de réaliser de somptueux projets architecturaux, à l'avenir, est limitée.

## Galerie

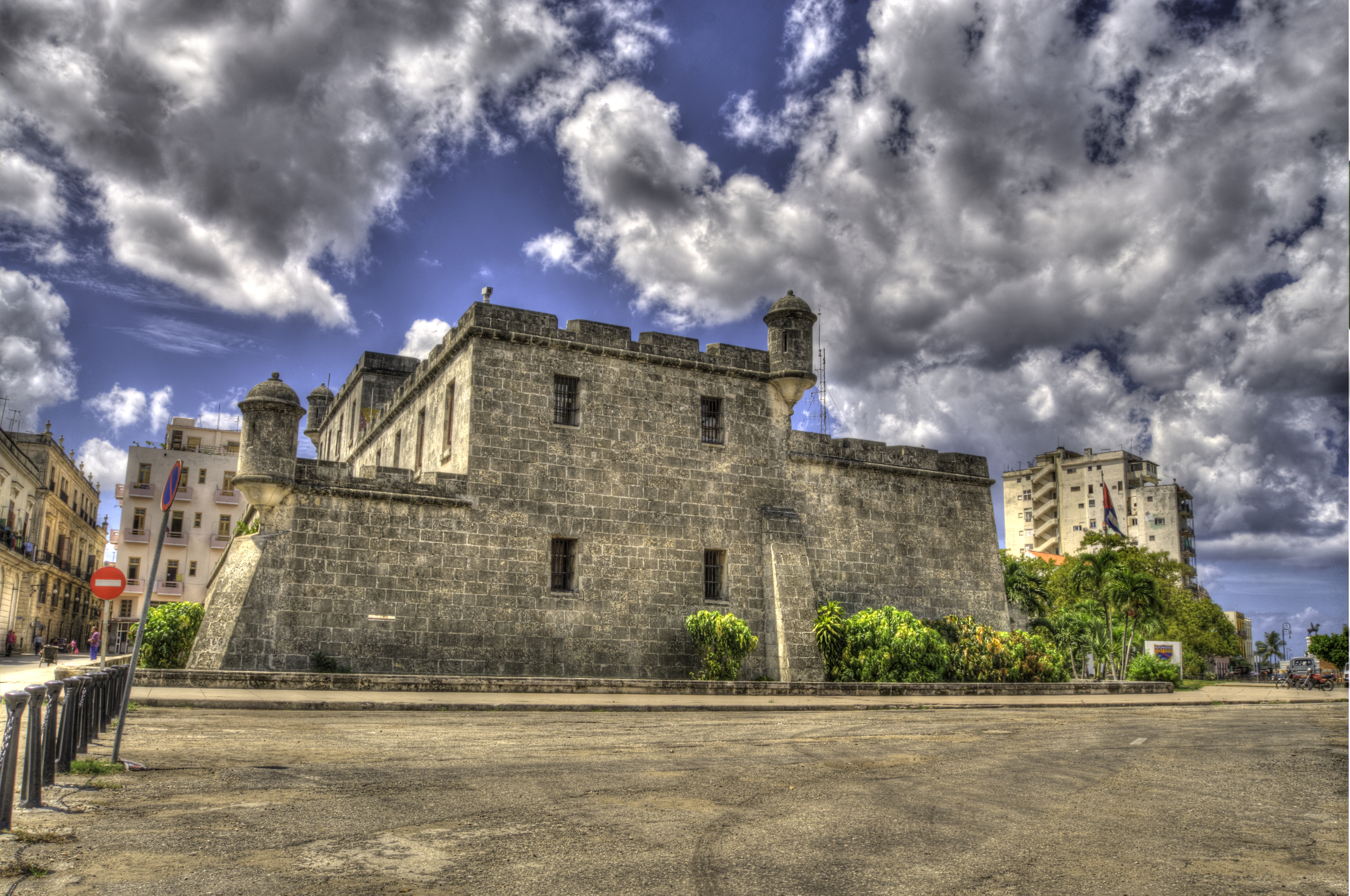
Le commandement général de la Police à La Havane (Bien qu'il semble très ancien, le bâtiment où la Police de La Havane a son siège, a été construit en 1939, dans le style d'une ancienne forteresse espagnole)[41].
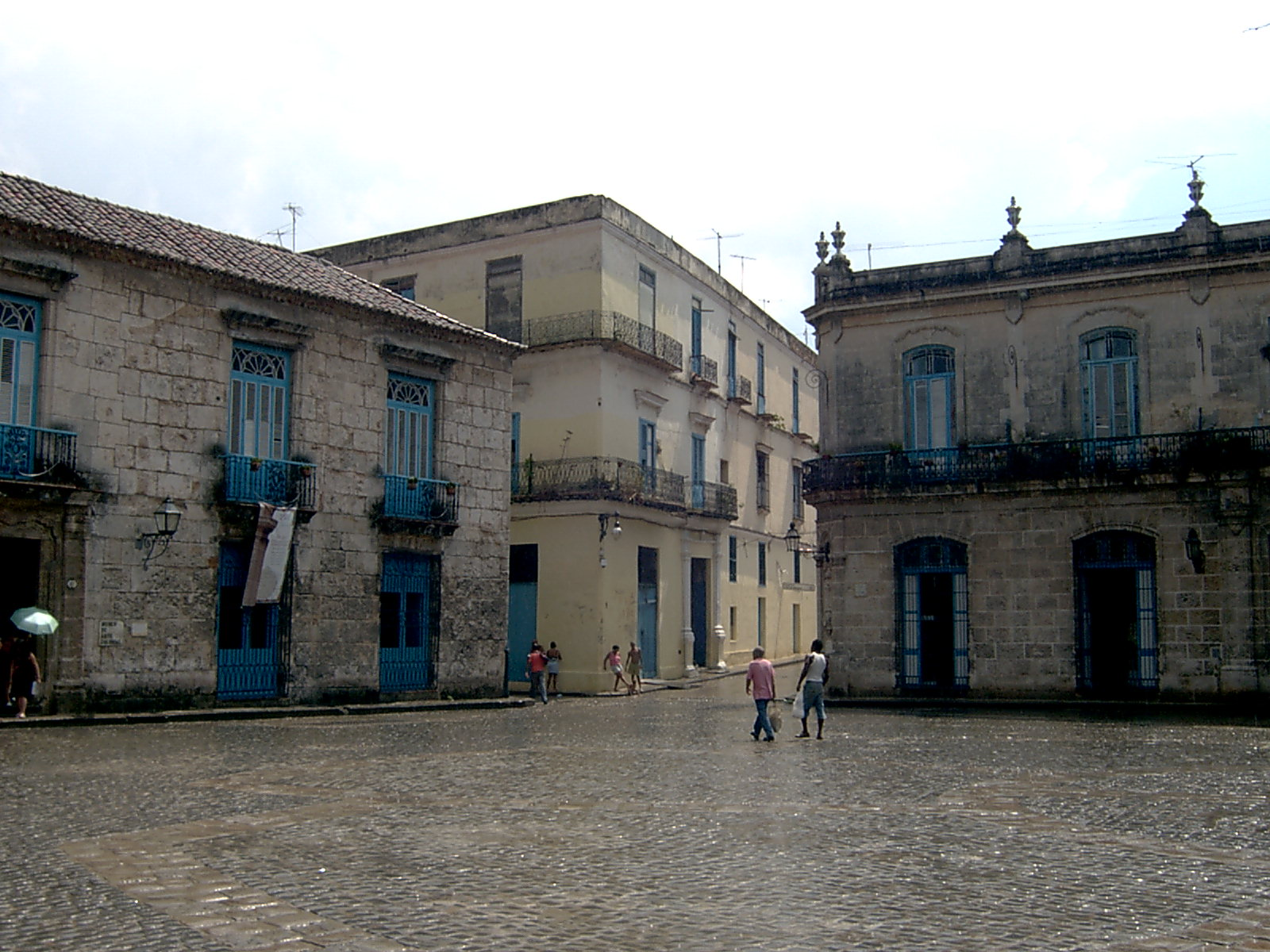
Place de la cathédrale à La Havane.
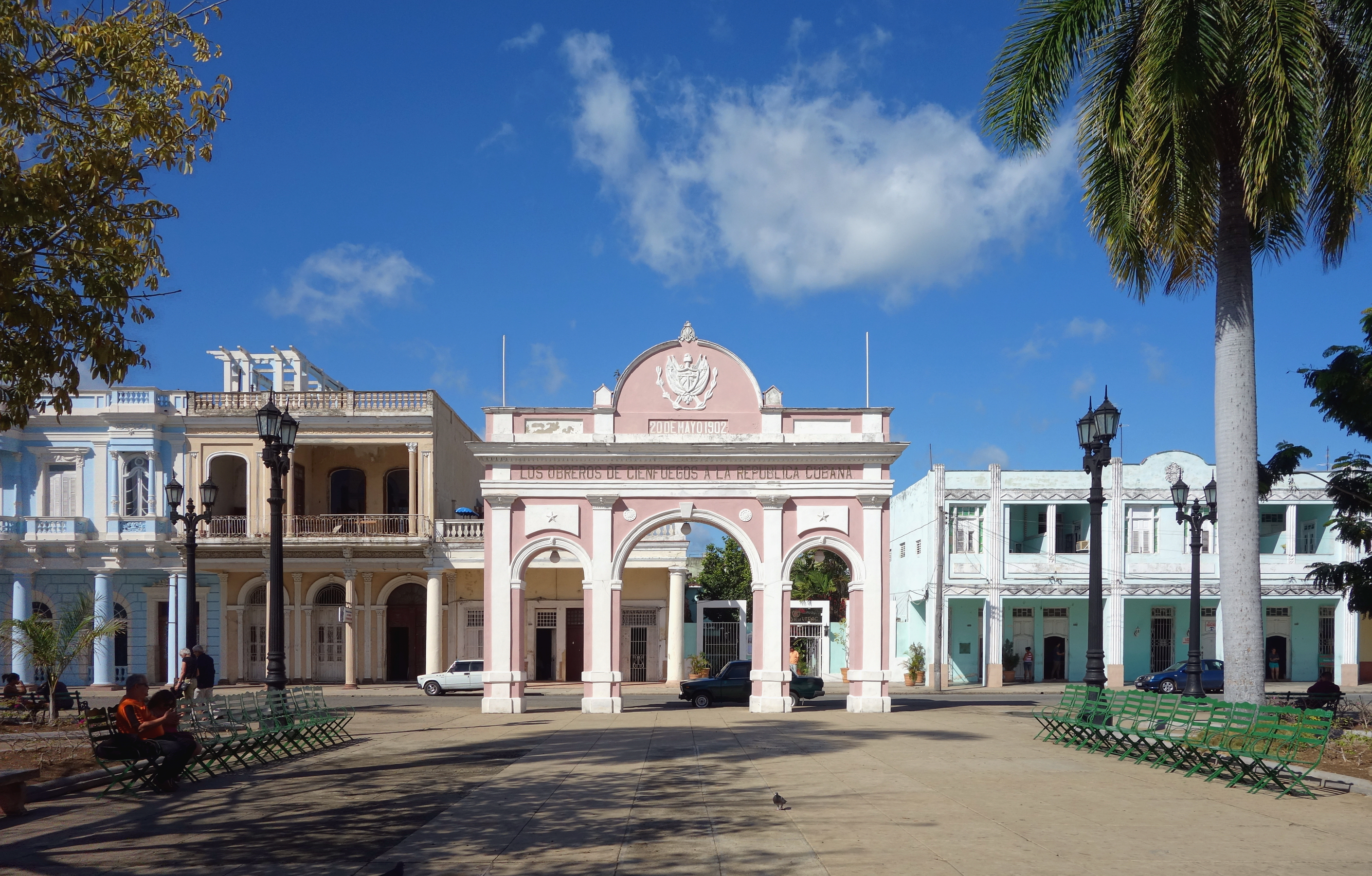
L'arc de triomphe du Parque Marti à Cienfuegos.
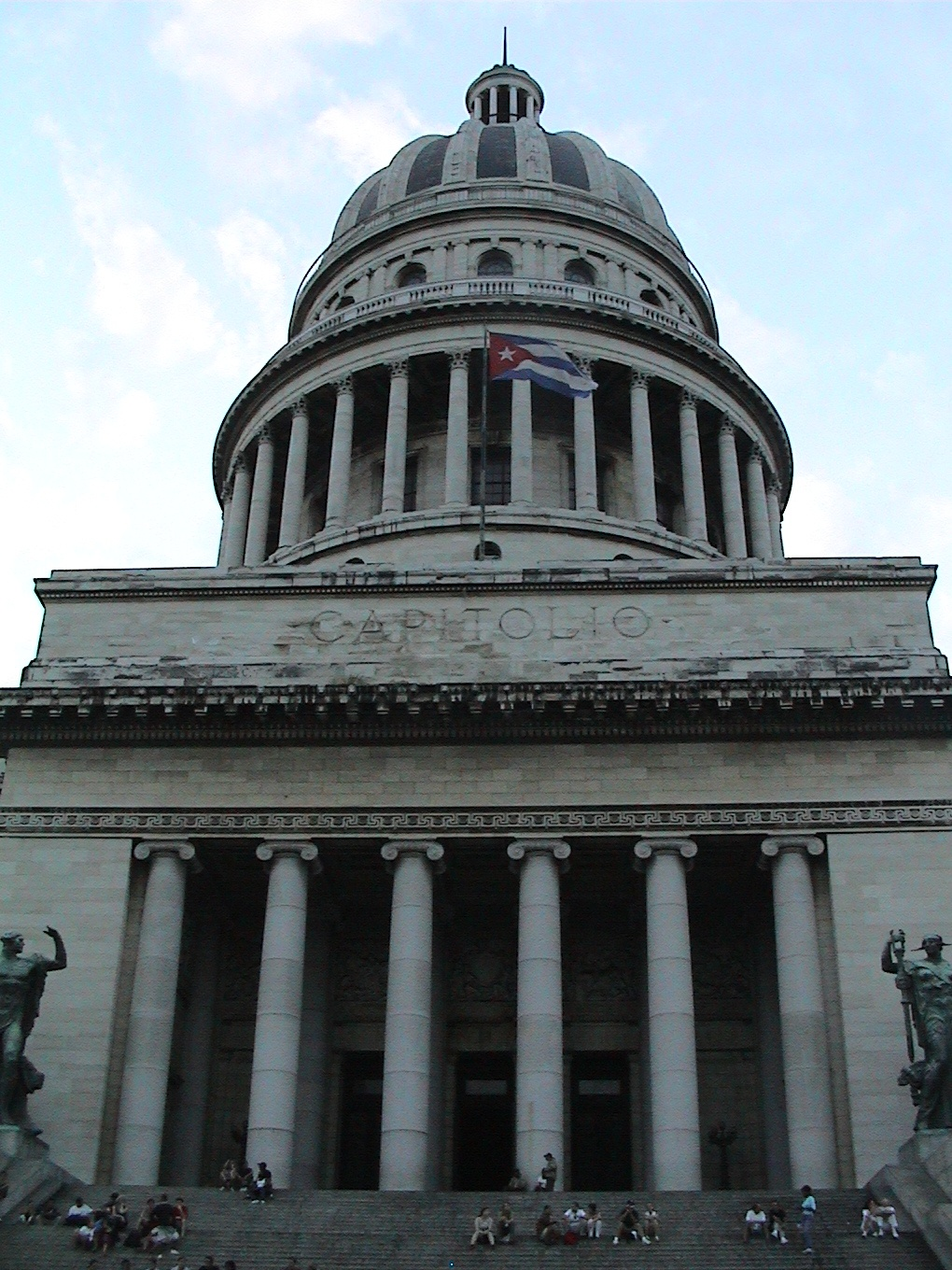
El Capitolio à La Havane.
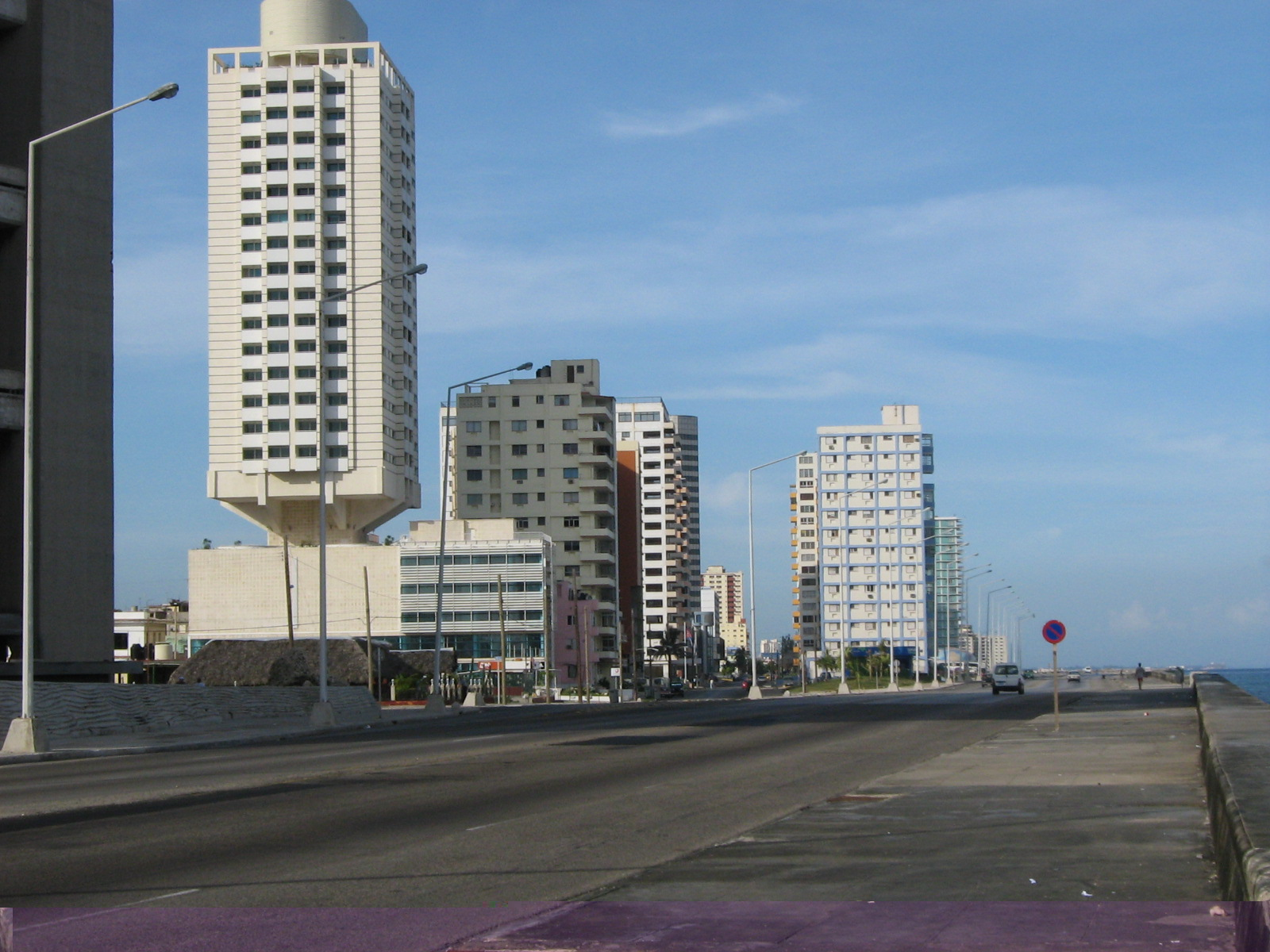
L'immeuble Atlantic (es) et d'autres, dans le quartier d'El Vedado (en) à La Havane.

### Source de la traduction
- (en) Cet article est partiellement ou en totalité issu de l’article de Wikipédia en anglais intitulé « Architecture of Cuba » (voir la liste des auteurs).